# Phénomène céleste de Nuremberg de 1561
Le Phénomène céleste de Nuremberg en 1561 est un évènement rapporté au XVIe siècle par le graveur et éditeur Hans Glaser dans un prospectus (Flugblatt) illustré en couleurs imprimé en 1561. Le document présente une illustration et le récit d'un phénomène céleste au-dessus de la ville de Nuremberg à l'aube du 14 avril 1561.
Ce récit est l'objet de débats en histoire, en météorologie, en psychologie, mais aussi dans les sciences marginales. Les historiens y voient la fusion imagée de plusieurs évènements historiques et phénomènes naturels non reliés entre eux et embellis par une interprétation religieuse et une transmission orale. En météorologie, on y voit la représentation artistique d'un effet de halo. En ufologie, il est interprété comme une bataille entre ovnis.[Passage problématique] Le Flugblatt de Nuremberg n'est pas le seul de son genre, de telles publications avec des récits de « prodiges » étaient largement répandues et appréciées, particulièrement aux XVe et XVIe siècles.

## Description du document

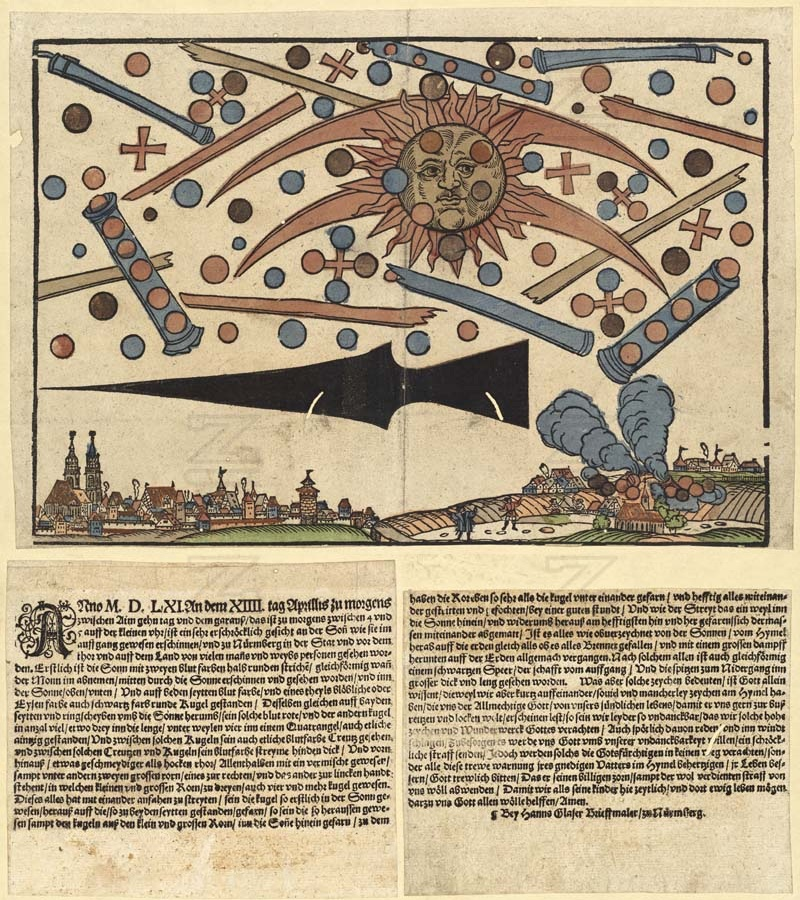
Le « spectacle céleste » de Hans Glaser.

Le document comporte dans sa partie supérieure une gravure de grand format coloriée à la main, en dessous un texte en altdeutsche Schrift, une écriture médiévale allemande. Le tout est l'œuvre de Hans Glaser, le texte est rédigé en allemand.
À gauche est représentée la ville de Nuremberg, à droite le quartier (à l'époque autonome) de Saint-Léonard. On distingue l'église éponyme de Saint-Léonard en flammes, des boulets semblent tomber sur le toit. Depuis une maison derrière l'église dépasse un canon, deux colonnes de fumée s'élèvent. À l'arrière-plan on distingue d'autres quartiers. Le soleil levant implique que le spectateur regarde vers l'est. Au centre du tableau se trouve le soleil à visage humain, son regard se dirige légèrement vers la droite. Derrière le soleil se trouvent deux croissants de lune, et autour d'eux de nombreuses sphères, croix et cylindres. Les cylindres contiennent de trois à cinq sphères, certaines s'en échappant. Sous le soleil s'allonge un immense fer de lance, la pointe à gauche en direction de la ville,.
L'imprimé est conservé à la Bibliothèque centrale de Zurich. Pour des raisons inconnues, il a été découpé en deux et collé sur un support en papier. D'après les données de la bibliothèque, il provient de la collection d'imageries populaires Wickiana de l'homme d'église protestant Johann Jakob Wick (1522 - 1588).

## Localisation
Le texte,
 de Hans Wolff Glaser rapporte le phénomène comme ayant eu lieu à Nuremberg tôt le matin du 14 avril 1561 et ayant duré plus d'une heure. Il aurait été visible par un grand nombre de témoins de Nuremberg et des environs,.

## Description de l'événement

### Récit
« En l'an 1561 le 14 avril au matin, entre l'aube et peu après vers quatre ou cinq heures à la montre, est apparu sur le soleil alors qu'il se levait une vision effrayante et vue par nombre d'hommes et de femmes à Nuremberg, à la porte de la ville, et dans la campagne. D'abord sont apparus avec le soleil deux arcs rouge sang comme la lune dans son dernier quartier, en haut et en bas scintillant comme le soleil, et des couleurs de sang de chaque côté. Tout autour du soleil on voyait de nombreuses sphères, de couleur bleuâtre ou ferreuse ou noire. D'autres couleur de sang étaient formées en cercle de chaque côté du soleil. D'autres encore sont apparues par rangs de trois, d'autres par rangs de quatre. Entre ces dernières on voyait des croix rouge sang. Et entre toutes ces sphères et croix des trainées rouge sang à l'arrière plan. À cette vision se mêlaient des cylindres souples et creux. Il y avait aussi trois grands cylindres, un à main gauche, un à droite et un troisième au-dessus du tout. Et dans ces cylindres étaient quatre sphères ou plus. Tous ceux-là on commencé à se battre entre eux : on rapporte que les sphères sont d'abord entrées dans le soleil, et en sont ressorties pour s'entrechoquer, les grands cylindres ont commencé à se tirer dessus avec des sphères. Pendant une bonne heure, tout cela a combattu violemment et lutté jusqu'à épuisement des forces en s'élevant et s'abaissant devant le soleil. Enfin, comme il a été rapporté, tous les objets ont chuté vers la terre, comme s'ils voulaient tout incendier et sont finalement tombés sur le sol dans un grand élèvement de vapeur et se sont dissous. Après ce spectacle, on raconte qu'est apparue dans le ciel une chose semblable à un grand et large fer de lance noir, son emmanchement orienté à l'est et sa pointe à l'ouest. Mais ce que tous ces signes signifient, Dieu seul le sait. Mais comme nous avons vu se succéder ces derniers temps dans le ciel tant de signes différents que Dieu tout-puissant a fait apparaître — comme s'il voulait nous faire faire pénitence pour notre vie de péchés — nous sommes si ingrats que nous négligeons de tels signes et prodiges, et que nous plaisantons sur le sujet et en faisons fi. Il est à craindre que Dieu nous inflige une terrible punition pour notre ingratitude. Cependant ceux qui craignent Dieu ne le négligeront nullement et tous ceux-là garderont fidèlement l'avertissement de leur Père miséricordieux, amélioreront leur vie et serviront Dieu avec joie pour que celui-ci détourne de nous sa colère et la punition méritée. Pour que nous comme ses enfants puissions vivre ici pour un temps et là-bas pour l'éternité.
Que Dieu nous vienne en aide. Amen.
Par Hans Glaser, peintre de lettres à Nuremberg. »

## Approches

### Approche historique
Des sceptiques et historiens comme Ulrich Magin soulignent d'abord deux incohérences de taille dans l'illustration de Hans Glaser : pourquoi le château de Nuremberg ne figure-t-il pas sur l'illustration, bien qu'il soit le symbole de la ville du temps de Glaser ? De plus, l'église Saint-Léonard est représentée en flammes bien qu'elle ait été complètement détruite par un incendie en 1508 et seulement reconstruite en 1560. Selon les archives de la ville, Hans Glaser a résidé à Nuremberg entre 1540 et 1571, il doit avoir eu connaissance de ce fait historique. Les contradictions chronologiques laissent à penser, selon Ulrich Magin, que l'illustration mêle plusieurs évènements et phénomènes naturels ayant eu lieu à des époques différentes. La présence dans le texte d'avertissements à caractère religieux laisse penser que Glaser n'a pas été témoin de l'événement prodigieux mais qu'il a conçu son récit par ouï-dire et en s'appuyant sur des récits et documents écrits. De plus un thème est récurrent dans le récit, celui des cavaliers de l'Apocalypse et de l'Armée céleste : deux armées ennemies d'origine divine apparaissent dans le ciel pour mener bataille devant tous les fidèles jusqu'à ce qu'une armée soit vaincue. L'armée victorieuse disparaît ensuite de façon miraculeuse et le récit est clos par un avertissement didactique. L'Armée céleste et les quatre cavaliers étaient annonciateurs de la fin du monde et de l'Apocalypse. Ulrich Magin renvoie à la comparaison avec des Flugblätter de l'époque médiévale dans lesquels sont décrits de semblables prodiges et batailles célestes, par exemple dans un Flugblatt de Leonhardt Kellner en 1551 qui a en commun les sphères volantes, les croix et les fers de lance, la plupart observés près du soleil et qui selon les témoins se jettent les uns sur les autres « comme s'ils voulaient livrer bataille » comme le mentionne le Baseler Flugblatt de 1561 (Prospectus de Bâle, 1561). Pour Ulrich Magin, Hans Glaser a adapté la description d'une telle bataille céleste à la technologie de son époque : au lieu de chevaux, de cavaliers et d'épées apparaissent dans son récit des canons modernes et leurs projectiles. Les différents Flugblätter ont aussi en commun qu'ils mêlent des événements historiques avec des phénomènes naturels (halo, aurore polaire) ou tout simplement les parodient sous une forme religieuse. Les cylindres volants de Nuremberg ne sont pas des vaisseaux-amiral ou des ovnis mais ce qu'ils représentent : des canons chargés qui tirent leurs boulets. Ils sont simplement représentés flottant dans le ciel pour établir le lien symbolique avec Dieu et le ciel. Il y a déjà eu des récits de prétendues batailles célestes dans l'Antiquité et au Haut Moyen Âge, diffusées par des publications grâce à la gravure sur bois. L'Église avait alors une grande influence sur le quotidien des fidèles et leur foi et présentait des phénomènes célestes divers comme des prodiges ou des avertissements de Dieu. Les illustrations sont parsemées de symboles chrétiens pour ramener les fidèles à Dieu, un récit comme celui de Hans Glaser serait alors moins miraculeux en ce que les hommes de son temps auraient su l'interpréter correctement.
De tels récits ne sont donc pas à prendre au pied de la lettre. Leur sens et leur but ne sont pas l'explication scientifique, ce sont des écrits à visée didactique, ceci étant étayé par le caractère exagéré des récits. Des documents du Moyen Âge comme celui de Nuremberg sont fréquents, appréciés à l'époque, et seraient à comparer à la presse de boulevard actuelle.

### Approche météorologique
De nombreuses observations de miracles célestes sont considérées sous l'angle météorologique, les explications les plus courantes étant les halos, parhélies, éclipses de Soleil, éclipses de Lune, aurores polaires, foudre en boule et étoiles filantes. Le document de Nuremberg de 1561 représente très probablement un halo lié à une parhélie. D'après Frank Johnson, ceci est corroboré par la présence des deux croissants de lune qui ont été placés derrière le soleil par manque de place dans l'illustration, ainsi que le fait que l'événement a duré une heure et n'a fait aucun bruit. Le grand fer de lance noir peut être un phénomène dû à des rayons crépusculaires. Comme Hans Glaser mentionne une recrudescence de signes célestes, Franck Johnson estime que l'illustration regroupe sous une forme artistique plusieurs phénomènes observés à différents moments.

### Psychologie analytique
Carl Jung aborde le sujet dans Un mythe moderne. Il voit dans l'événement de Nuremberg une représentation symbolique d'un phénomène naturel, et la projection d'un archétype de l'inconscient collectif.

### Approche ufologique
En ufologie, le document est considéré comme un indice ou même une preuve d'une visite d'extra-terrestres et interprété comme une bataille aérienne d'ovnis[Passage problématique]. Jacques Vallée est d'avis que de tels récits sont similaires dans leurs descriptions et leur structure au cours des siècles. Il considère que d'autres interprétations que des phénomènes naturels ne peuvent être exclues, et que par ailleurs une technologie extra-terrestre inchangée sur plusieurs siècles n'est pas vraisemblable, de même il ne voit pas de sens ni de raisons pour de telles batailles célestes.

## Autres événements

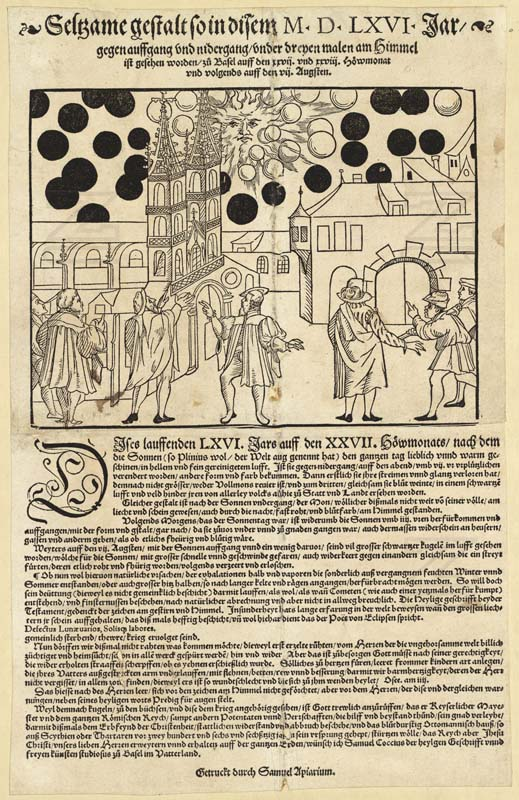
Flugblatt de Bâle, par Samuel Apiarius et Samuel Coccius, 1566.

- Spectacle céleste de Plech : le 1er juin 1554 à Plech en Bavière, Leonhardt Kellner, le pasteur du lieu et la communauté voient à l'aube une traînée rouge sang au-dessus du soleil levant. Ensuite seraient apparues des sphères bleues et des étoiles, ainsi que des cavaliers qui auraient combattu avec de longues lances. Comme dans le récit de Nuremberg, tous les objets observés seraient tombés lentement vers l'horizon, les cavaliers et les étoiles seraient descendus et remontés avec bruit vers le soleil. Le combat des cavaliers aurait duré plus de deux heures avant qu'ils disparaissent peu à peu[2].
- Spectacle céleste de Bâle en 1566 : une série d'événements rapportés dans un Flugblat comme survenus à Bâle, où des sphères rouges et noires auraient mené bataille dans le ciel. Le document est considéré comme un récit à caractère religieux enjolivé par une transmission orale[2].
- Chute d'une météorite en 1628 à Oxford décrite par une gravure en couleurs réalisée à Oxford. Le document rapporte que le 9 avril, les habitants auraient entendu un bruit comme un coup de canon après avoir vu une traînée claire comme trois soleils chuter du ciel. Ulrich Magin souligne que le document représente deux canons dans les nuages qui projettent des boulets et des cavaliers en armes qui combattent[2].